# 19e Luftwaffen-Felddivisie
De Duitse 19e Luftwaffen-Felddivisie (Duits: 19. Luftwaffen-Feld-Division) was een Duitse infanteriedivisie tijdens de Tweede Wereldoorlog. De divisie trainde in Frankrijk en vormde een jaar lang kustverdediging eerst ten noorden en later ten zuiden van de Westerschelde. In juni 1944 ging de divisie naar Italië en werd daar in juli/augustus 1944 tijdens de terugtocht vernietigd.

## Geschiedenis

### Oprichting en inzet in 1943
De 19e Luftwaffen-Felddivisie werd op 1 maart 1943 op Oefenterrein Bergen bij Celle gevormd door het XIII. Fliegerkorps met gebruik van het Luftwaffen-Infanterie-Regiments Luftgaukommando Moskau plus overtollig Luftwaffe-personeel.
Na een korte training werd de divisie in april 1943 overgeplaatst naar het grotere gebied van Parijs, waarbij eenheden tussen Chartres en Vernon tussen 9 en 17 april 1943 kwartieren innamen voor verdere training. Na afronding van de opleiding verhuisde de divisie in van 15 tot 20 juni 1943 naar Nederland en werd als bezettingsmacht gestationeerd met delen op het eiland Walcheren en delen in Zuid-Beveland. 

### Overgenomen in hetHeer
Op 1 november 1943 werd de divisie in Zeeland overgenomen door het Heer en kreeg de benaming 19e Felddivisie (L) (Duits: 19. Feld-Division (L)), waarbij de L voor Luftwaffe stond. In het algemeen werd (ook in officiële documentatie) de naam 19e Luftwaffen-Felddivisie verder gevoerd. Hierbij moest de divisie zijn 4e Afdeling (IV. Abt., (Flak)) van het artillerieregiment afstaan. Deze bleef in de Luftwaffe en werd I./Flak-Regiment 35. 

### Inzet 1944
In januari 1944 verhuisde de divisie naar de gebieden Brugge, Sluis, IJzendijke en Eeklo. Hier nam de divisie de bescherming van het kustgebied aan het kanaal en aan de Westerschelde over, eerst meer in het achterland en vanaf 18 mei 1944 pas officieel langs de kust.

### 19e Luftwaffen-Sturmdivisie
Op 1 juni 1944 werd de divisie omgedoopt tot de 19e Luftwaffen-Sturmdivisie (Duits: 19. Luftwaffen-Sturm-Division) en twee dagen later verplaatst naar Italië. De divisie werd daar ingezet als kustverdediging in het Grosseto-gebied. Door de oprukkende geallieerde troepen wijzigde de militaire situatie en moest de divisie al in juli 1944 in actie komen. Zware achterhoedegevechten volgden tot aan het gebied van Castagneto Carducci en Monteverdi Marittimo, vervolgens door Midden-Italië via Cecina naar Rosignano Marittimo. Tijdens deze vier weken van achterhoedegevechten werd de divisie volledig vernietigd. De overblijfselen werden verplaatst naar Viareggio. 

### Einde
De 19e Luftwaffen-Sturm-Divisie werd op 15 augustus 1944 in Viareggio opgeheven. De restanten van de infanterie werden overgebracht naar Denemarken om daar de 19e Grenadierdivisie te vormen, waarbij de staf en de II. Abteilung gebruikt werden om I./Art.Rgt. 719 te vormen. De I. Abteilung ging naar de 20e Luftwaffen-Felddivisie en de III. Abteilung werd  Heeres-Art.Abt. 1154. De rest van de divisie werd opgenomen in de 20e Luftwaffen-Felddivisie.

## Slagorde
- Luftwaffen-Jäger-Regiment 37 (met drie bataljons)
- Luftwaffen-Jäger-Regiment 38 (met drie bataljons)
- Luftwaffen-Artillerie-Regiment 19 (met vier afdelingen)
- Panzerjäger-Abteilung der Luftwaffen-Feld-Division 19
- Luftwaffen-Pionier-Bataillon 19
- Radfahrer-Kompanie der Luftwaffen-Feld-Division 19
- Luftnachrichten-Kompanie der Luftwaffen-Feld-Division 19
- Versorgungseinheiten der Luftwaffen-Feld-Division 19

Vanaf 1 november 1943:
- Jäger-Regiment 37 (L) (met twee bataljons)
- Jäger-Regiment 38 (L) (met twee bataljons)
- Jäger-Regiment 45 (L) (met twee bataljons)
- Artillerie-Regiment 19 (L) (met vier afdelingen)
- Füsilier-Bataillon 19 (L)
- Feldersatz-Bataillon 19 (L)
- Panzerjäger-Abteilung 19 (L)
- Pionier-Bataillon 19 (L)
- Nachrichten-Abteilung 19 (L)
- Divisionseinheiten 19 (L)

## Commandanten
{{{annotations}}}
| Rang                                              | Naam             | Begin            | Eind             |
| ------------------------------------------------- | ---------------- | ---------------- | ---------------- |
| Oberst vanaf 1 januari 1943 Generalmajor          | Gerhard Bassenge | 1 oktober 1942   | 31 januari 1943  |
| Oberst vanaf 1 maart 1943 Generalmajor            | Hermann Plocher  | 1 februari 1943  | 30 juni 1943     |
| Generalmajor vanaf 1 januari 1944 Generalleutnant | Erich Bäßler     | 12 oktober 1943  | 15 juli 1944     |
| Oberst                                            | Albert Henze     | 10 augustus 1943 | 15 augustus 1943 |

## Bovenliggende bevelslagen
| Legerkorps         | Leger                      | Legergroep     | Plaats/regio                | Begin            | Eind             |
| ------------------ | -------------------------- | -------------- | --------------------------- | ---------------- | ---------------- |
| direct onder bevel | direct onder bevel         | Heeresgruppe D | Chartres                    | medio april 1943 | medio juni 1943  |
| 89e Legerkorps     | 15. Armee                  | Heeresgruppe D | Walcheren/Zeeuws-Vlaanderen | 19/20 juni 1943  | 3 juni 1944      |
| 75e Legerkorps     | Armee-Abteilung von Zangen | Heeresgruppe C | Ligurië                     | begin juni 1944  | juli 1944        |
| 14e Pantserkorps   | 14. Armee                  | Heeresgruppe C | Ligurië                     | juli 1944        | 15 augustus 1944 |